# Rodolfo Hammersley
Rodolfo Hammersley Hempel (Valparaíso, 10 de junio de 1889-post. 1940) fue un atleta chileno que compitió en los Juegos Olímpicos de Verano de 1912.

## Biografía
Nació en Valparaíso, hijo del inglés Robert Hammersley Symens –fundador de la primera óptica de Chile en 1872– y de la chilena Emma Hempel. Tuvo 6 hermanos.
Además de dedicarse al deporte, siguió los pasos de su padre, abriendo la Óptica Hammersley en Santiago. Casado con Lucy Núñez, con quien tuvieron tres hijos: Andrés (tenista), Arturo (esquiador) y Anita.

## Carrera
Practicó en una amplia variedad de eventos de atletismo. En 1910 obtuvo un registro de 10,4 segundos en los 100 metros, con lo cual habría igualado el récord mundial de ese momento.
Participó en los Juegos Olímpicos de Estocolmo 1912, formando parte de la primera delegación oficial de Chile a los Juegos Olímpicos. Pese a sus buenas marcas anteriores, una lesión le impidió competir en buena forma, terminando 13.º en salto de altura en parada y 28.º en salto de altura.
En el Campeonato de Iniciación de 1918, considerado el primer evento de este tipo en la región y antecedente del Campeonato Sudamericano de Atletismo, ganó en lanzamiento de disco y fue subcampeón en el lanzamiento de martillo.
Fue delegado de Chile en los Juegos Olímpicos de Ámsterdam 1928 y Berlín 1936.